# Missy (attrice pornografica)
Missy (Burbank, 24 settembre 1967 – Valencia, 13 agosto 2008) è stata un'attrice pornografica e regista statunitense.

## Biografia
Nata a Burbank, in California, iniziò la sua carriera nel mondo del cinema per adulti nel 1994, comparendo il video amatoriali col marito Mickey G.per la piattaforma. Girò il suo primo film professionale, Cuntrol, insieme a Tiffany Mynx. Raggiunse presto la fama, siglando un contratto in esclusiva con la Wicked Pictures, girando Anal Maniacs 3. Era nota per le scene in cui recitava con più uomini e anche per interpretare rapporti abbastanza violenti, almeno per lo standard dell'epoca in cui raggiunse il culmine della carriera. Ha raggiunto l'apice della sua carriera nel 1997 quando ha vinto il premio come Female Peformer of the Year sia agli AVN che agli XRCO Award, oltre ad altri premi per le scene girate.
Abbandonò la pornografia nel 2001, inviando una lettera aperta alla pubblicazione di settore AVN, raccontando che una crisi personale, culminata in un esaurimento nervoso, le aveva fatto riscoprire la religione.
Il 29 settembre 2008, AVN ha riportato che Missy era morta il mese precedente, a seguito di un'overdose di farmaci. La notizia della morte era stata nascosta dalla famiglia, che non voleva la partecipazione al funerale di personaggi legati al mondo della pornografia.
Missy non deve essere confusa con un'altra attrice del genere, Missy Manners, che comparve nel film del 1986 Behind the Green Door: the Sequel.

## Vita privata
Dal 1994 fino alla morte è stata sposata con il collega Mickey G

## Riconoscimenti
- AVN Awards
  - 1997 – Female Performer of the Year[9]
  - 1997 – Best New Starlet[10]
  - 1997 – Best Group Sex Scene (video) per American Tushy! con Taren Steele, Hakan Serbes e Alex Sanders[11]
  - 1997 – Best All-Girl Sex Scene (video) per Buttslammers the 13th con Caressa Savage e Misty Rain[12]
  - 1998 – Best All-Girl Sex Scene (film) per Satyr con Jenna Jameson[13]
  - 2002 – Hall of Fame
- XRCO Award
  - 1997 – Female Performer of the Year[14]
  - 1997 – Best Group Scene per American Tushy! con Taren Steele, Hakan Serbes e Alex Sanders[15]
  - 1998 – Best Group Scene per The Psychosexuals con Chloe, Ruby e Mickey G[16]
  - 2009 – Hall of Fame[17]

## Filmografia

### Attrice
- Cuntrol (1994)
- Mickey Ray's Sex Search 3: Deep Heat (1994)
- Nature Girls 1 (1994)
- Seymore and Shane do Ireland (1994)
- 1-900-FUCK 3 (1995)
- Anal Interrogation (1995)
- Anal Maniacs 3 (1995)
- Anal Nitrate (1995)
- Best Butt in the West 2 (1995)
- Bitches in Heat 1: Locked in the Basement (1995)
- Bite the Black Bullets (1995)
- Blonde And Beyond (1995)
- Borderline (1995)
- Born 2 B Wild (1995)
- Butt Sisters Do Seattle (1995)
- Buttslammers 10 (1995)
- Coming Of Fortune (1995)
- Dirty Stories 3 (1995)
- Done in the Desert Sun (1995)
- Girls Next Door (1995)
- Girls of the Very Big 8 (1995)
- Girly Video Magazine 2 (1995)
- Harder She Craved (1995)
- Head First (1995)
- Interview - Naturals (1995)
- Joey Silvera's Fashion Sluts 2 (1995)
- Kym Wilde's On The Edge 28 (1995)
- Learning The Ropes 10: Chains Of Love (1995)
- Life in the Fast Lane (1995)
- Live Sex Net (1995)
- Lust And Money (1995)
- Malibu Heat (1995)
- Malibu Madam (1995)
- Mixed-up Marriage (1995)
- Nasty Nymphos 10 (1995)
- Night Play (1995)
- Ona Zee's Sex Academy 2 (1995)
- Ona Zee's Sex Academy 3 (1995)
- Other Side (1995)
- Patent Leather (1995)
- Perverted Stories 2: Expect the Unexpected (1995)
- Perverted Stories 5: Explore the Fantasy (1995)
- Pickup Lines the Movie (1995)
- Picture Perfect (1995)
- Pussyman Auditions 13 (1995)
- Reckless Encounters (1995)
- Red Door Diaries (1995)
- Selena Under Siege (1995)
- Sex Freaks (1995)
- Sexual Solution 2 (1995)
- Sinnocence (1995)
- Slippery Slopes (1995)
- Sodomania 15 (1995)
- Strippers (1995)
- Submission To Ecstacy (1995)
- Tactical Sex Force (1995)
- Takin' It To The Limit 6 (1995)
- Titty Troop (1995)
- Venom (1995)
- Voyeur 5 (1995)
- What's Up Tiger Pussy? (1995)
- Young and Natural 1 (1995)
- Young and Natural 2 (1995)
- Young and Natural 6 (1995)
- Young and Natural 8 (1995)
- Adam And Eve's House Party 2 (1996)
- Airotica (1996)
- American Tushy 1 (1996)
- Anal Academy (1996)
- Anal Alley (1996)
- Anal Anarchy (1996)
- Anal Fever (1996)
- Anal Inquisition (1996)
- Anal Island 2 (1996)
- Anal Jeopardy (1996)
- Anal Portrait (1996)
- Anal Professor (1996)
- Anal Runaway (1996)
- Anal Savage 3 (1996)
- Anal Sex (1996)
- Anal Talisman (1996)
- Ass Lovers Special (1996)
- Asses Galore 1: From L.A. to Brazil with Love (1996)
- Asses Galore 5: T.T. vs. The World (1996)
- Assy 1 (1996)
- Babewatch Beach (1996)
- Ben Dover's English Class (1996)
- Best Butt in the West 3 (1996)
- Beyond Reality 2: Anal Expedition (1996)
- Beyond Reality 3: Stand Erect (1996)
- Bodyslammers (1996)
- Bombshell (1996)
- Borrowed Bodies (1996)
- Buffy Malibu's Nasty Girls 10 (1996)
- Busty Backdoor Nurses (1996)
- Buttslammers 11 (1996)
- Buttslammers 13 (1996)
- Car Wash Angels 1 (1996)
- Caught from Behind 22 (1996)
- Caught Looking (1996)
- Cellar Dweller (1996)
- Chained Heat (1996)
- Channel 69 1 (1996)
- Chasey Saves The World (1996)
- Cheerleader Strippers (1996)
- Cherry Poppers 13 (1996)
- Cirque Du Sex (1996)
- Cirque Du Sex 2 (1996)
- Comix (1996)
- Complete And Total Anal Workout (1996)
- Concrete Heat (1996)
- Conquest (1996)
- Corn Hole Patrol (1996)
- Couples 2 (1996)
- Dark Encounters (1996)
- Decadent Dreams (1996)
- Deep Dish Booty Pie (1996)
- Deep Inside Juli Ashton (1996)
- Deep Inside Kaithlyn Ashley (1996)
- Deep Inside Sindee Coxx (1996)
- Deep Seven (1996)
- Double Header (1996)
- Everybody Wants Some (1996)
- Exotic Car Models 2 (1996)
- Expose Me Again (1996)
- Filth: End of Innocence (1996)
- Finger Pleasures 6 (1996)
- First Time Ever 2 (1996)
- Flipside (1996)
- Florence Rump (1996)
- Forbidden Cravings (1996)
- Frendz (1996)
- Gangbang Girl 17 (1996)
- Generation Sex 1: The Gallery (1996)
- Getting Personal (1996)
- Girly Video Magazine 3 (1996)
- Girly Video Magazine 5 (1996)
- Girly Video Magazine 6 (1996)
- Gold Diggers (1996)
- Guilty As Sin (1996)
- Hard Evidence (1996)
- Heetseekers (1996)
- Heist (1996)
- Here Comes Jenny St. James Red Hot Lover (1996)
- Hollywood Halloween Sex Ball (1996)
- House On Paradise Beach (1996)
- Hungry Heart (1996)
- Illicit Entry (1996)
- Immortal Lust (1996)
- In Cold Sweat (1996)
- In the Raw (1996)
- Independence Night (1996)
- Intense Perversions 3 (1996)
- Interview With A Vibrator (1996)
- Introducing Alexis (1996)
- Jenna Ink (1996)
- Kink 3 (1996)
- Lady M's Anything Nasty 2: Meat Substitute (1996)
- Lesbian Connection (1996)
- Lethal Affairs (1996)
- Little Darlings (1996)
- Lollipops 2 (1996)
- Love Exchange (1996)
- Malibu Ass Blasters (1996)
- Masque (1996)
- Misfit (1996)
- Missy: The Girl Just Can't Help It 5 (1996)
- Muff Divers (1996)
- My Ass (1996)
- N.B.A. Nuttin' Butt Ass (1996)
- N.Y. Video Magazine 6 (1996)
- N.Y. Video Magazine 9 (1996)
- Nektar (1996)
- Nici Sterling's American Fan Club Prowl (1996)
- Nightclub (1996)
- No Fear (1996)
- No Man's Land 13 (1996)
- No Man's Land 15 (1996)
- Nookie Ranch (1996)
- Ona's Doll House 6 (1996)
- Philmore Butts Meets the Palm Beach Nymphomaniac Kathy Willets (1996)
- Philmore Butts One Wild Ride (1996)
- Philmore Butts Wacky Weekend (1996)
- Planet X 1 (1996)
- Planet X 2 (1996)
- Prime Choice 4 (1996)
- Private Stories 9 (1996)
- Puritan Magazine 1 (1996)
- Pussy Hunt 30 (1996)
- Pussyman 13 (1996)
- Pussyman 14 (1996)
- Raw Footage (1996)
- Release Me (1996)
- Roller Babes (1996)
- Sensations (1996)
- Sex Bandits (1996)
- Sex Drives of the Rich And Famous (1996)
- Sex Gallery (1996)
- Sex Hungry Butthole Sluts (1996)
- Sex Truth And Videotape (1996)
- Sexual Intruder (1996)
- Shameless (1996)
- Shocking Truth 2 (1996)
- Shooting Gallery (1996)
- Sin-a-bun Girls (1996)
- Sinboy 1 (1996)
- Skin Dive (1996)
- Sluthunt 3 (1996)
- Smokescreen (1996)
- Sorority Sex Kittens 3 (1996)
- Southern Comfort 1 (1996)
- Southern Comfort 2 (1996)
- Stardust 1 (1996)
- Stranger 1 (1996)
- Talk Dirty to Me 10 (1996)
- Tammi Ann is Just a Girl (1996)
- Tender Loins 1 (1996)
- Tight Spot (1996)
- Torrid Tales (1996)
- Toy Box (1996)
- Triple X 16 (1996)
- Tropical Tease (1996)
- Up Your Ass 1 (1996)
- Venom 4 (1996)
- Vibrating Vixens 2 (1996)
- Violation of Missy (1996)
- Where the Girls Sweat 3 (1996)
- Whoren (1996)
- You Assed For It (1996)
- Young and Natural 9 (1996)
- Young Girls Do 2: Sweet Meat (1996)
- Adult Video News Awards 1997 (1997)
- American Perverse 5 (1997)
- Anal Openings and Face Soakings (1997)
- Attendant (1997)
- Backdoor Bunnies (1997)
- Bad Influence (1997)
- Bad Wives 1 (1997)
- Beautiful Evil (1997)
- Because I Can Too (1997)
- Betrayal (1997)
- Beyond Reality 4: Anal Potion (1997)
- Blue Moon (1997)
- Bodies In Motion (1997)
- Bondage of the Rising Sun (1997)
- Boxer 2 (1997)
- Bridal Shower (1997)
- Buffy Malibu's Nasty Girls 14 (1997)
- Buffy Malibu's Nasty Girls 15 (1997)
- Butt Banged Naughty Nurses (1997)
- Cirque Du Sex 3 (1997)
- Club Dom (1997)
- Club Hades (1997)
- Crazed (1997)
- Cunt Hunt 2 (1997)
- Dangerous Tides (1997)
- Dark Love (1997)
- Daydreams Nightdreams (1997)
- Decoy (1997)
- Deep Inside Jill Kelly (1997)
- Deep Inside Missy (1997)
- Dirty Bob's Xcellent Adventures 29 (1997)
- Dirty Bob's Xcellent Adventures 30 (1997)
- Dirty Bob's Xcellent Adventures 37 (1997)
- Double Trouble (II) (1997)
- Dr. Trashy's Sweaty Situations 1 (1997)
- Dueling Masters (1997)
- Ernest Greene's Bondage Files (1997)
- Essentially Juli (1997)
- Eternal Lust 1 (1997)
- Extreme Strictness In Morals (1997)
- Fan FuXXX 3 (1997)
- Femania 2 (1997)
- Finger Sluts 2 (1997)
- Freshman Fantasies 3 (1997)
- Gangbang Girl 20 (1997)
- Heart and Soul (1997)
- Heat (1997)
- Hellcats (1997)
- Jenna's Built for Speed (1997)
- Kym Wilde's On The Edge 40 (1997)
- Last Little Whorehouse (1997)
- Lipstick (1997)
- Liquid Lust 1 (1997)
- Mission Erotica (1997)
- Mistress Domino's Nutcracker (1997)
- Nina Hartley's Guide to Foreplay (1997)
- Nina Hartley's Guide to Private Dancing (1997)
- Not the Lovin' Kind (1997)
- Nurse (1997)
- Paradise (1997)
- Party Pack 3 (1997)
- Perverted Adventures of Super Dave (1997)
- Philmore Butts Taking Care Of Business (1997)
- Private Gold 21: Hawaiian Ecstasy (1997)
- Private Strippers (1997)
- Psycho Sexuals 1 (1997)
- Puritan Magazine 8 (1997)
- Satyr (1997)
- Sex Quest (1997)
- Shameless Desire (1997)
- Sinister Sister (1997)
- Smoke and Mirrors (1997)
- Sodomania: Slop Shots 1 (1997)
- Sodomania: Slop Shots 2 (1997)
- Stripper's Serenade (1997)
- Surrender (1997)
- Sweet Surrender (1997)
- Tails of Perversity 2 (1997)
- Takin' It To The Limit 10 (1997)
- Takin' It To The Limit: Bruce And Bionca's Favorite Scenes (1997)
- Totally Tianna (1997)
- Triple X 27 (1997)
- Ultimate Pleasure (1997)
- Ultimate Sensations (1997)
- Vicious Attack (1997)
- Violation of Jill Kelly (1997)
- Virgin Kink 5 (1997)
- Amazing Sex Talk 3 (1998)
- American Dream Girls (1998)
- Backseat Driver 1 (1998)
- Beyond Reality: Bionca's Best (1998)
- Blowjob Adventures of Dr. Fellatio 6 (1998)
- Bodyslammin' 2: Shake And Tumble (1998)
- Bondage Files (1998)
- Calamity Jane (1998)
- Calamity Jane 2 (1998)
- Chloe's Dungeon Fantasies (1998)
- College Girls Do 3 (1998)
- Dangerous Rapture (1998)
- Desperate Measures (1998)
- Dresden Diary 18 (1998)
- Dresden Diary 19 (1998)
- Duck Dumont's Uncut 1 (1998)
- Dueling Masters 2 (1998)
- Eros (1998)
- Exile (1998)
- Eyes Of Desire 1 (1998)
- Flashpoint (1998)
- Foot Fetish Fantasies 3 (1998)
- Foot Therapy (1998)
- Good the Bad and the Wicked (1998)
- He Said She Said (1998)
- Heartache (1998)
- I Love Lesbians 3 (1998)
- Kym Wilde's On The Edge 45 (1998)
- LA Fashion Girls (1998)
- Leatherbound Dykes From Hell 10 (1998)
- Leatherbound Dykes From Hell 11 (1998)
- Lesbians Obsession For Bondage 1 (1998)
- Merry Fucking Christmas (1998)
- Missy's Dark Desires (1998)
- Missy's Darkest Desires (1998)
- New York Taxi Tales 1 (1998)
- New York Uncovered 3 (1998)
- Nurse Sadie (1998)
- Nurse Shanna (1998)
- One Size Fits All (1998)
- Opposites Attract (1998)
- Outlaws 1 (1998)
- Party Pack 4 (1998)
- Playback 2: Fast Forward (1998)
- Pornogothic (1998)
- Real Spanking Fantasies (1998)
- Shipwreck (1998)
- Sitting Pretty (1998)
- Taboo 18 (1998)
- Takin It Outside (1998)
- Thrust Fault (1998)
- Tropic Of Eros (1998)
- Undercover Desires (1998)
- Voyeur's Favorite Blowjobs And Anals 2 (1998)
- Waterworld 5: The Enema Clinic (1998)
- Whip That Bitch (1998)
- Wicked Covergirls (1998)
- Wicked Sex Party 1 (1998)
- XRCO Awards 1998 (1998)
- Adult Video News Awards 1999 (1999)
- Anal Attitude (1999)
- Cream Dreams (1999)
- Cum Sucking Whore Named Missy (1999)
- Darker Side of Missy (1999)
- Deep Inside Kylie Ireland (1999)
- Desperate Love (1999)
- Dreamwagon: Inside The Adult Film Industry (1999)
- Erotic Fantasies (1999)
- Eyes of Desire 2: Taking It to the Limit (1999)
- Gang Bang (1999)
- Girl Thing 3 (1999)
- Huge Gagging Facials (1999)
- Just Legal 2: Her First Cock Reaming (1999)
- Kissing Game (1999)
- Lez Playground (1999)
- Naked City Tampa Bay 1 (1999)
- Nina Hartley's Guide to Seduction (1999)
- Pussypoppers (1999)
- Sex In the Deep South (1999)
- Sex Southern Style (1999)
- Tell Me What You Want (1999)
- What A Piece of Ass (1999)
- XRCO Awards 1999 (1999)
- Adult Video News Awards 2000 (2000)
- College Girls Do 8 (2000)
- Lesbians Obsession For Bondage 2 (2000)
- Only the Best: Staci Valentine (2000)
- Work Out (2000)
- Art House Porno 4: Kinky (2001)
- Enema Affairs (2001)
- Nikki Tyler: Extreme Close Up (2001)
- Only the Best of Seymore Butts 6 (2001)
- Private Life of Silvia Saint (2001)
- Signature Series 6: Nina Hartley (2001)
- Think Pink (II) (2001)
- Extreme Close Ups (2002)
- Pussy Fingers 1 (2002)
- Sexual Healing (2002)
- Thigh High 2 (2002)
- Best of Gregory Dark (2003)
- Confessions of a Bondage Lover (2003)
- Eye Spy: Chasey Lain (2003)
- Virgin Porn Stars 3 (2003)
- Young Eager Beavers (2003)
- 5 Star Chasey (2004)
- Award Winning Sex Scenes (2004)
- Jenna Jameson's Wicked Anthology 3 (2004)
- Say Aloha To My A-hola (2004)
- There Was An English Lass Who Loved Cock up Her Ass (2004)
- Doggy Style (2005)
- Guide to Eating Out (2005)
- Internal Pop Shots (2005)
- Jenna's Star Power (2005)
- Lettin' Her Fingers Do The Walking (2005)
- Da Vagina Code (2006)
- Butt I Like It (2007)
- Girl Gangs (2007)
- Saturday Night Beaver (2007)
- Stuff Her Ballot Box (2008)
- Wicked Digital Magazine 4 (2011)

### Regista
- Heart and Soul (1997)